# سیدنی لنیر
سیدنی لنیر (به انگلیسی: Sidney Lanier) متولد ۱۸۴۲ و متوفی ۱۸۸۱، شاعر آمریکایی قرن نوزده میلادی.
وی اهل جورجیا بود و در دانشگاه جانز هاپکینز تدریس نمود.

## آثار
- مرغ مقلد (میلادی)
- ترانه درختان و سرو (میلادی)
- غله ۱۸۷۵
- سمفونی ۱۸۷۵
- سوسن‌های بلند آسیایی ۱۸۶۷ (رمان)
- علم شعر انگلیسی ۱۸۸۰